# Liste des ambassadeurs de Suisse près le Saint-Siège
Ceci est une liste des représentants diplomatiques de Suisse près le Saint-Siège.
Entre 1992 et 2004, la Confédération suisse avait des ambassadeurs en mission spéciale. Elle a commencé à accréditer des ambassadeurs extraordinaires et plénipotentiaires en 2004. Avant 1992, les représentations et relations diplomatiques étaient asymétriques (Nonciature apostolique à Berne). 
| Nomination/installation | nom                  | Notes                           | Autres fonctions                                                                    | Envoyé à            |      |
| ----------------------- | -------------------- | ------------------------------- | ----------------------------------------------------------------------------------- | ------------------- | ---- |
| 1991                    | Jenö Staehelin       | ambassadeur en mission spéciale | Direction politique, Berne                                                          | Jean-Paul II        | 1993 |
| 1993                    | François Pictet      | ambassadeur en mission spéciale |                                                                                     | Jean-Paul II        | 1997 |
| 1997                    | Claudio Caratsch     | ambassadeur en mission spéciale | ambassadeur en Hongrie et en Slovénie                                               | Jean-Paul II        | 2001 |
| 2001                    | Hansrudolf Hoffmann  | ambassadeur en mission spéciale | ambassadeur en République tchèque                                                   | Jean-Paul II        | 2004 |
| 2005                    | Jean-François Kammer | ambassadeur                     | ambassadeur en République tchèque                                                   | Benoît XVI          | 2011 |
| 2011                    | Paul Widmer          | ambassadeur                     | (taux d'occupation à 25%)                                                           | Benoît XVI François | 2013 |
| 2014                    | Pierre-Yves Fux      | ambassadeur                     | Direction politique, Berne, puis ambassadeur en Slovénie, puis ambassadeur à Chypre | François            | 2018 |
| 2018                    | Denis Knobel         | ambassadeur                     | ambassadeur en Croatie, puis en Bulgarie, puis en Slovénie                          | François            |      |